# V2 Tobacco
V2 Tobacco är ett danskt tobaksföretag som tillverkar snus som startades 2006. Deras affärsidé är att tillverka snus med så hög kvalité som möjligt, till så lågt pris som möjligt.[källa behövs]

## Varumärken
- Phantom
- Offroad
- Thunder
- Megapole (byte 2013 namn från Megapole till Offroad Silver)
- zeroberg (nikotinfritt snus)